# Sõmeru (Märjamaa)
Sõmeru – wieś w Estonii, w prowincji Rapla, w gminie Märjamaa.

## Natura
Przez wieś przepływa rzeka Angerja.